# Lise Van Hecke
Lise Van Hecke (* 1. Juli 1992 in Sint-Niklaas, Belgien) ist eine belgische Volleyballspielerin.

## Karriere als Vereinsspielerin
Van Hecke begann ihre Karriere im Seniorenbereich bei Asterix Kieldrecht in der ersten belgischen Liga. Mit diesem Verein gewann sie 2010 und 2011 jeweils das Double aus Meisterschaft und Pokalsieg in Belgien, bevor sie bereits im Alter von 19 Jahren den Sprung ins Ausland wagte und zum italienischen Erstligisten Robur Tiboni Urbino wechselte. 2013 wechselte Van Hecke nach einer Saison, in der sie beste Scorerin, beste Diagonalangreiferin und MVP wurde, innerhalb der Serie A zum Spitzenklub River Volley Piacenza, mit dem sie 2014 ebenfalls das Double holte. Nach jeweils einer Spielzeit in Brasilien (bei Osasco Voleibol Clube) und der Türkei (Volleyballabteilung von Beşiktaş Istanbul) kehrte sie 2017 nach Italien zurück und schloss sich Volley Pesaro an. 2018 unterschrieb Van Hecke in Cuneo. Ab der Saison 2020/2021 spielte sie für die Mannschaft von Saugella Monza, mit der sie auch den CEV-Pokal gewann.
Nach dem Gewinn der italienischen Vizemeisterschaft mit Monza, wechselte van Hecke 2022 nach Japan zu Hisamitsu Springs. Nach einer Saison unterschrieb sie bei Ligakonkurrent Toyota Auto Body Queenseis.

## Nationalmannschaft
Van Hecke durchlief sämtliche Jugendmannschaften Belgiens und feierte 2009 mit der U18-Nationalmannschaft den Europameistertitel, während sie und ihr Team bei der im selben Jahr ausgetragenen Weltmeisterschaft den 3. Rang belegten. Bei der U20-WM 2011 belegte sie mit ihrer Mannschaft den 8. Platz. Seit 2011 gehörte sie ebenfalls dem Kader der A-Nationalmannschaft an. 2013 war sie Mitglied des Teams, das mit einem dritten Platz bei den Europameisterschaften den bisher größten Erfolg der belgischen Volleyballnationalmannschaft feierte und war zudem beste Scorerin des Turniers.
Im Januar 2018 verkündete Van Hecke, ein Jahr lang in der Nationalmannschaft zu pausieren. Seit 2019 ist sie wieder spielendes Mitglied des Kaders.

## Auszeichnungen
- U18-EM 2009: Wertvollste Spielerin (MVP)
- U18-EM 2009: Beste Diagonalangreiferin
- U18-EM 2009: Beste Scorerin
- U18-WM 2009: Beste Scorerin
- U20-WM 2011: Beste Scorerin
- U20-WM 2011: Beste Aufschlägerin
- Serie A 2012/13: Wertvollste Spielerin (MVP)
- Serie A 2012/13: Beste Diagonalangreiferin
- Serie A 2012/13: Beste Scorerin
- EM 2013: Beste Scorerin